# Dimorphocladon
Dimorphocladon là một chi rêu trong họ Hookeriaceae.